# Мідногорськ
Мідного́рськ (рос. Медногорск) — місто, центр Мідногорського міського округу Оренбурзької області, Росія.

## Географія
Територією міського округу протікають малі річки Блява, Джерекля, Кураганка, Письмянка, Тереклі, Херсонка.

## Історія
У 1933 році було розпочато будівництво мідно-сірчаного комбінату в зв'язку з розробкою Блявинського мідно-колчеданного родовища, яке обслуговував створений в 1934 році роз'їзд № 10 Оренбурзької залізниці. Засновані під час будівництва комбінату робітничі селища, які поклали початок сучасному місту, перший час називалися селища роз'їзду № 10. Потім назва змінювалася у зв'язку зі зміною назви роз'їзду: імені П'ятакова (на честь радянського партійного і державного діяча Г. Л. П'ятакова (1890—1937), після його арешту — знову роз'їзд № 10, з 1938 року — роз'їзд Мідний. 8 квітня 1939 року Указом Президії Верховної Ради РРФСР селища роз'їзду Мідний Кувандицького району Чкаловської області були перетворені в місто Мідногорськ.

## Населення
Населення — 27292 особи (2010; 31369 у 2002).

## Господарство

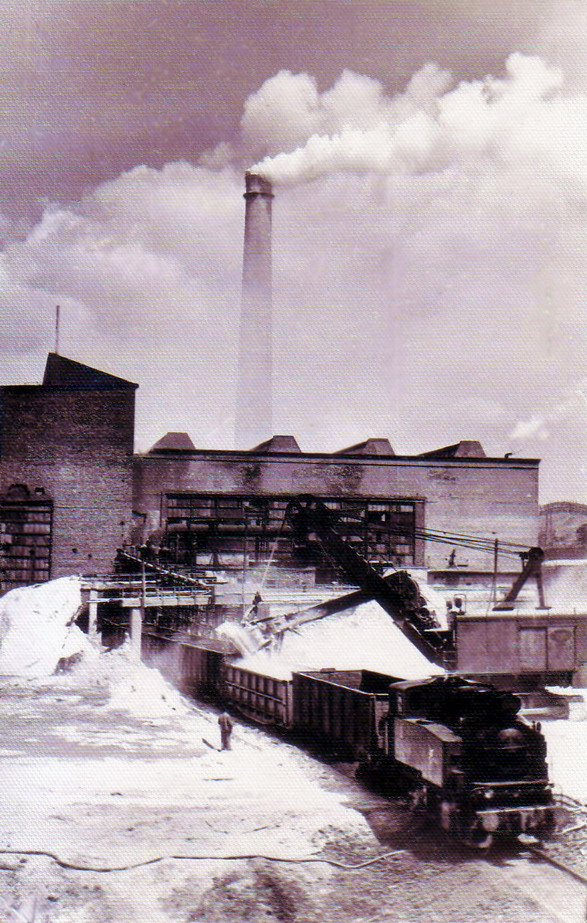
Склад сірки у хімічному цеху ММСК (1960-ті рр.)

Основним містоутворюючим підприємством є ТОВ «Мєдногорський мідно-сірчаний комбінат» (ММСК) — містоутворююче підприємство; займається переробкою мідомісткої сировини. З 2001 року входить до складу «Уральської гірничо-металургійної компанії».

## Відомі особистості
В поселенні народився:
- Кунакова Райхана Валіуллівна (1915—1998) — башкирський хімік (селище Блявтамак),
- Ягафаров Аллабірде Нурмухаметович (1866—1922) — лідер Башкирського національного руху, член Башкирського уряду, комісар народної освіти Автономної Башкирської радянської республіки.